# Ramon de Guimerà i de Tamarit
Ramon de Guimerà i de Tamarit, senyor de Ciutadilla, esdevingué el 1640 plenipotenciari de la Diputació General per concertar un ajut militar amb el Regne de França per tal de fer front a Castella.
És fill de Bernat de Guimerà de Rosanes i Dionísia de Tamarit de Torelles. Va casar-se amb Victòria de Vilanova (1606) i en segones núpcies amb Isabel de Gilabert (1620).

## Abans de la Guerra dels Segadors
Durant el primer terç del segle XVII va participar en el bandolerisme català donant suport als nyerros. El 1614 era perseguit pel marquès d'Almazan, virrei de Catalunya. Durant els anys vint, sembla que la relació de Guimerà amb la Corona es recondueix. Després d'acollir-se al perdó reial de 1619, dona suport al nomenament del bisbe de Barcelona Joan Sentís com a virrei (1622). El 1624 és nomenat governador del vescomtat de Castellbò.
En els següents anys, es tornen a torcer les relacions entre la monarquia hispànica i Guimerà. El 1629, se li nega la procuradoria reial dels comtats de Rosselló i Cerdanya. L'animadversió que sentia la Corona Hispànica envers ell va prosseguir els darrers anys; el 1635, el protonotari Jerónimo de Villanueva l'inclou en la llista negra de persones considerades culpables d'haver fracassat les Corts Generals de 1632. Guimerà va negar-se a participar en la campanya de Salses (1639).

## Durant la Guerra dels Segadors
El 7 de setembre de 1640, juntament amb Francesc de Vilaplana, nebot de Claris, va signar el Pacte de Ceret amb Bernard Du Plessis-Besançon, delegat per Armand Jean Du Plessis de Richelieu (el Cardenal Richelieu) en representació de Lluís XIII de França, pel qual Catalunya havia de rebre suport militar destinat a fer front a l'ofensiva castellana manada per Pedro Fajardo de Zúñiga y Requesens, el comte-duc Olivares que ja havia decidit intervenir a Catalunya.
El 1641 forma part del Consell de Guerra. Segons documenten Núria Florensa i Manel Güell, "el juny de 1643 apareix com a segrestador al servei del fisc reial del comtat de Guimerà i vescomtat d'Évol, dels quals n'esdevingué el senyor efectiu el 1648".